# RideLondon-Classique
|  | Aquest article és sobre la competició femenina. Per a la competició masculina, vegeu RideLondon-Surrey Classic |

La RideLondon-Surrey Classic és una competició ciclista d'un sol dia que es disputa anualment a Londres i als seus voltants. Creada el 2013 com a critèrium d'exhibició, va passar a formar part el 2016 del calendari de l'UCI Women's World Tour.

## Palmarès
| Any  | Vencedor          | Segon          | Tercer             |         |
| ---- | ----------------- | -------------- | ------------------ | ------- |
| 2013 | Laura Trott       | Hannah Barnes  | Loren Rowney       |         |
| 2014 | Giorgia Bronzini  | Marianne Vos   | Lizzie Armitstead  |         |
| 2015 | Barbara Guarischi | Shelley Olds   | Annalisa Cucinotta |         |
| 2016 | Kirsten Wild      | Nina Kessler   | Leah Kirchmann     |         |
| 2017 | Coryn Rivera      | Lotta Lepistö  | Lisa Brennauer     |         |
| 2018 | Kirsten Wild      | Marianne Vos   | Elisa Balsamo      |         |
| 2019 | Lorena Wiebes     | Elisa Balsamo  | Coryn Rivera       |         |
| 2020 | suspesa           | suspesa        | suspesa            | suspesa |
| 2021 | suspesa           | suspesa        | suspesa            | suspesa |
| 2022 | Lorena Wiebes     | Elisa Balsamo  | Emma Norsgaard     |         |
| 2023 | Charlotte Kool    | Chloé Dygert   | Lizzie Deignan     |         |
| 2024 | Lorena Wiebes     | Charlotte Kool | Lotte Kopecky      |         |